# Аавикко, Арми
Арми Аавикко (фин. Armi Aavikko; 1 сентября 1958, Хельсинки, Финляндия — 2 января 2002, Эспоо) — финская модель и певица.
Победительница конкурса красоты «Мисс Финляндия» 1977 года. Участница конкурса красоты «Мисс Вселенная» 1977 года. Занимала второе место в конкурсе «Мисс Скандинавия».
Выступала как певица в дуэте с Дэнни (1977—1995).
В конце жизни боролась с алкоголизмом и депрессией. Умерла от пневмонии.
Похоронена на кладбище Малми в Хельсинки.

## Дискография
- Danny & Armi (with Danny) (1978)
- Toinen LP (with Danny) (1979)
- Armi (1981)
- Armi ja lemmikit (1993)
- Armi Aavikko (2002)